# Лабонте, Роберт
Ро́берт «Боб» Лабо́нте (англ. Robert "Bob" LaBonte; род. 1951) — американский кёрлингист.
В составе мужской сборной США серебряный призёр чемпионата мира 1972. Чемпион США среди мужчин.
Играл на позиции четвёртого, был скипом команды.

## Достижения
- Чемпионат мира по кёрлингу среди мужчин: серебро (1972).
- Чемпионат США по кёрлингу среди мужчин: золото (1972).

## Команды
| Сезон   | Четвёртый      | Третий      | Второй     | Первый     | Турниры             |
| ------- | -------------- | ----------- | ---------- | ---------- | ------------------- |
| 1972—73 | Роберт Лабонте | Фрэнк Асанд | Джон Асанд | Рэй Морган | ЧСША 1972 · ЧМ 1972 |

(скипы выделены полужирным шрифтом)

## «Проклятие ЛаБонте»
Один из примечательных казусов в истории мирового кёрлинга, повлиявший на розыгрыш звания чемпиона мира среди мужчин в 1972 году, носит название «проклятие ЛаБонте» (англ. en:Curse of LaBonte) по фамилии американского кёрлингиста Роберта ЛаБонте, скипа команды США на чемпионате мира 1972.
В финале чемпионата мира встретились команда Канады, скипом которой был Орест Мелещук, и команда США. Перед последним броском скипа Мелещука канадцы проигрывали 8:10 и им надо было выиграть в 10-м энде два камня, чтобы сравнять счёт и выйти в экстра-энд. Один из камней канадцев стоял в центре «дома», а камень американцев немного сбоку. Мелещук бросил свой последний в 10-м энде камень, тот выбил американский камень вбок, но и сам отъехал так, что после остановки встал чуть-чуть дальше от центра, чем ближайший к центру американский (и это означало бы, что канадцы, выиграв только один камень, проиграли 10-й энд и весь финальный матч). Игравший у американцев на позиции третьего Фрэнк Асанд, видя это, радостно подпрыгнул, вслед за ним, не дожидаясь оценки результата броска командой, сделавшей бросок (а результат броска оценивается арбитрами только после того, как этот результат подтвердит команда, делавшая бросок; если возникают возражения или разногласия — результат броска фиксируется только после достижения договорённости между командами и арбитрами), высоко подпрыгнул и американский скип Лабонте — но при приземлении он поскользнулся на льду и поехавшей вперед ногой чуть толкнул канадский камень так, что тот, дернувшись чуть назад против своего движения, остановился чуть ближе к центру, чем камень команды США. В результате канадцы выиграли два камня в 10-м энде, матч продолжился в эстра-энде, который выиграли канадцы, «украв» один камень и этим выиграв чемпионат мира, в котором в следующий раз Канада смогла победить только через 8 лет в 1980.
Получилось так, что ЛаБонте своим неудачным прыжком, слишком рано начав праздновать победу и тем нарушив принципы «духа кёрлинга» (по которым сначала обе команды соглашаются с результатом матча и проигравшие поздравляют победителей, а те благодарят соперников за игру — и лишь после этого могут начинать праздновать победу), навлёк «проклятие» на свою команду и в итоге отдал победу канадцам — отчего этот казус и называется «проклятие ЛаБонте».

## Частная жизнь
Окончил Университет Северной Дакоты.